# Comuna Kalaharivka, Huseatîn
Kalaharivka (în ucraineană Калагарівка) este o comună în raionul Huseatîn, regiunea Ternopil, Ucraina, formată din satele Kalaharivka (reședința), Krutîliv și Volîțea.

## Demografie
Componența lingvistică a comunei Kalaharivka
     Ucraineană (99,81%)
     Alte limbi (0,2%)
Conform recensământului din 2001, majoritatea populației comunei Kalaharivka era vorbitoare de ucraineană (99,81%), existând în minoritate și vorbitori de alte limbi.